# Cassidinidea mexicana
Cassidinidea mexicana är en kräftdjursart som beskrevs av Hendrickx och Espinoza-Perez 1998. Cassidinidea mexicana ingår i släktet Cassidinidea och familjen klotkräftor. Inga underarter finns listade i Catalogue of Life.